# Palazzo Costantino alla Costigliola

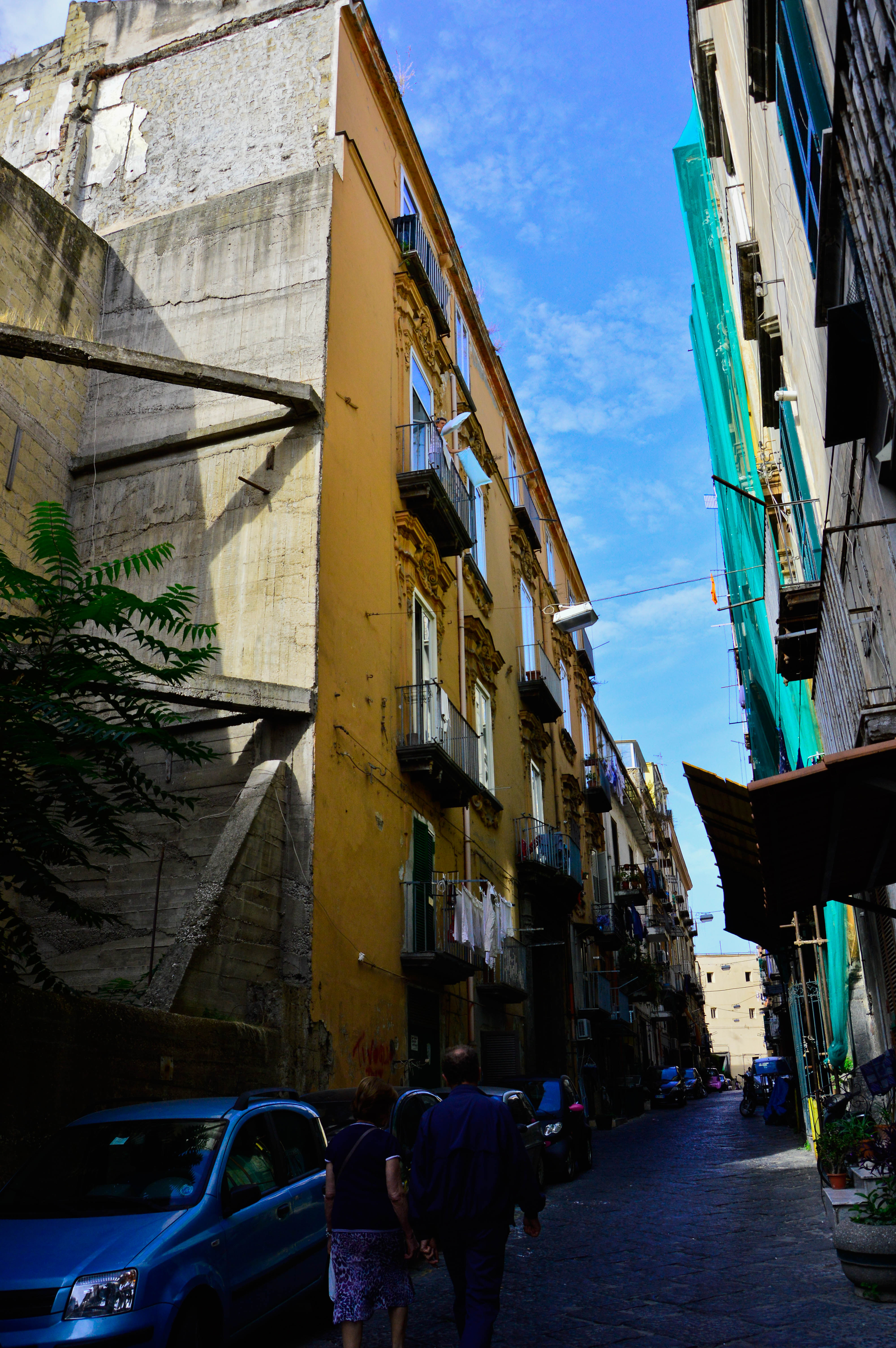
Palazzo Costatino alla Costigliola in Neapel

Der Palazzo Costantino alla Costigliola ist ein Palast aus dem 17. Jahrhundert im Viertel Vomero von Neapel in der italienischen Region Kampanien. Er liegt in der Via Giuseppe dei Nudi, 25.

## Geschichte
Das Gebäude entstand, wie alle Paläste der Ausdehnung zum Vomero-Hügel, als Wohnkomplex aus dem 17. Jahrhundert durch Spekulation des Architekten Paolo Papa, der aus fünf Räumen im unteren Stockwerk und sechs Zimmern im ersten Obergeschoss bestand. Papa hinterließ die Wohnstatt seinen Erben, bis Francesco Costantino die Häuser 1739 kaufte und den Architekten Nicola Tagliacozzi Canale mit der Restaurierung des Palastes beauftragte, die dieser im Barockstil durchführte. Im 19. Jahrhundert ging er in den Besitz der Familie Fernandes über.

## Beschreibung
Der Palast zeigt sich, im Gegensatz zum ersten Gebäude, im Aussehen des 18. Jahrhunderts, wie es Tagliacozzi Canale schuf, der auch eine wunderschöne, offene Treppe nach dem Schema des Palazzo Trabucco schuf; die Treppe auf der Hinterseite des Innenhofes ist wie die im Palast an der Piazza Carità aufgebaut, unterscheidet sich von dieser aber durch die Strebebögen, die die größeren Staffelgeschosse des Treppenhauses miteinander verbinden und so der Struktur mehr Stil verleihen. Darüber hinaus ist sie mit bemerkenswerten Stuckdekorationen verziert, ähnlich wie die andere Treppe; unter dem Überhang in Piperno der drei Öffnungen gibt es Stuckkartuschen, wogegen die Pilaster eine einfache Verzierung mit Blattwerk besitzen und an den inneren Pilastern sich weitere Ornamente aus Stuck befinden.
Zu den weiteren Details zählen die Fensterrahmen mit gebogenem Gebälk, ebenfalls aus Stuck.

## Bildergalerie der Treppe

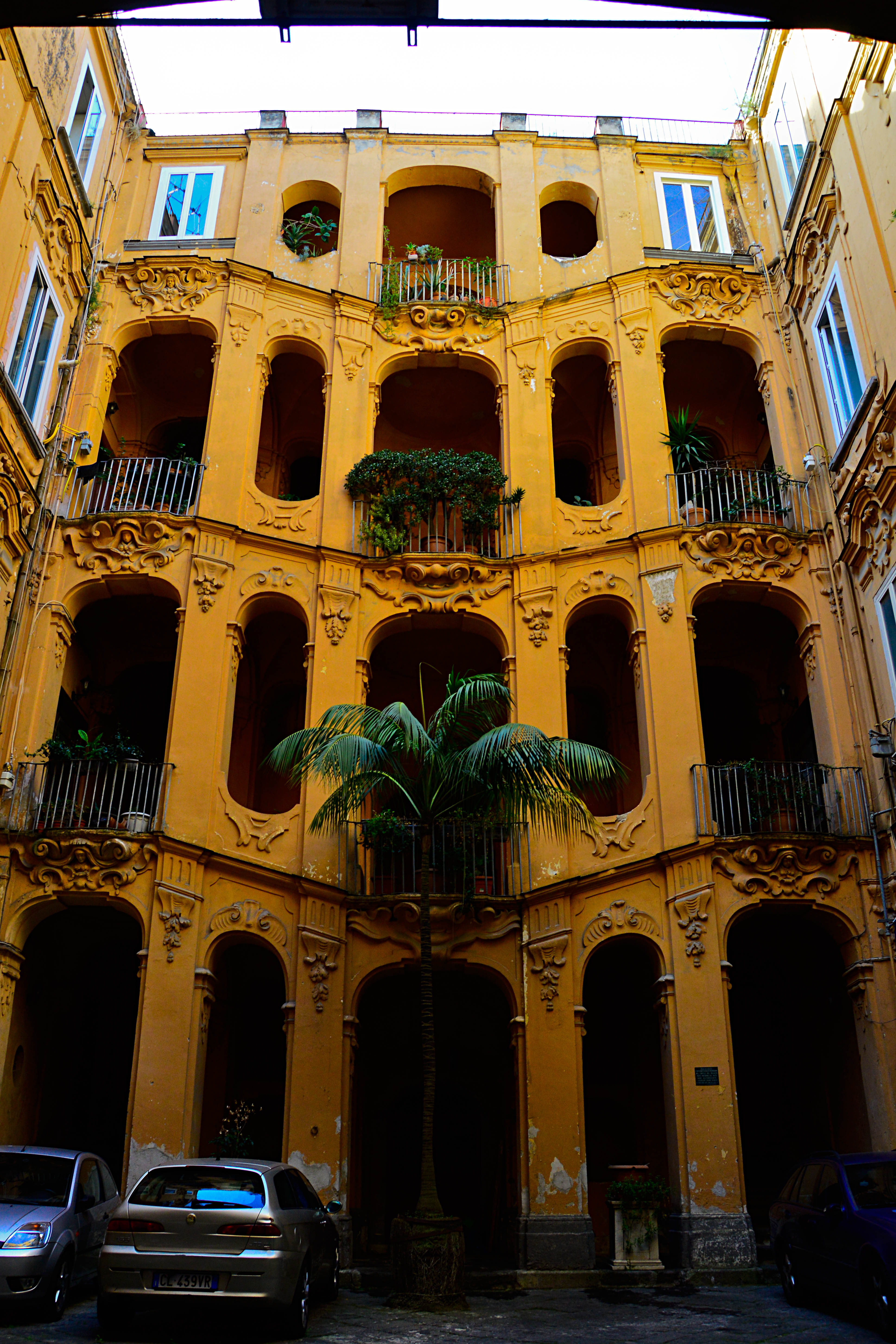
Gesamtansicht
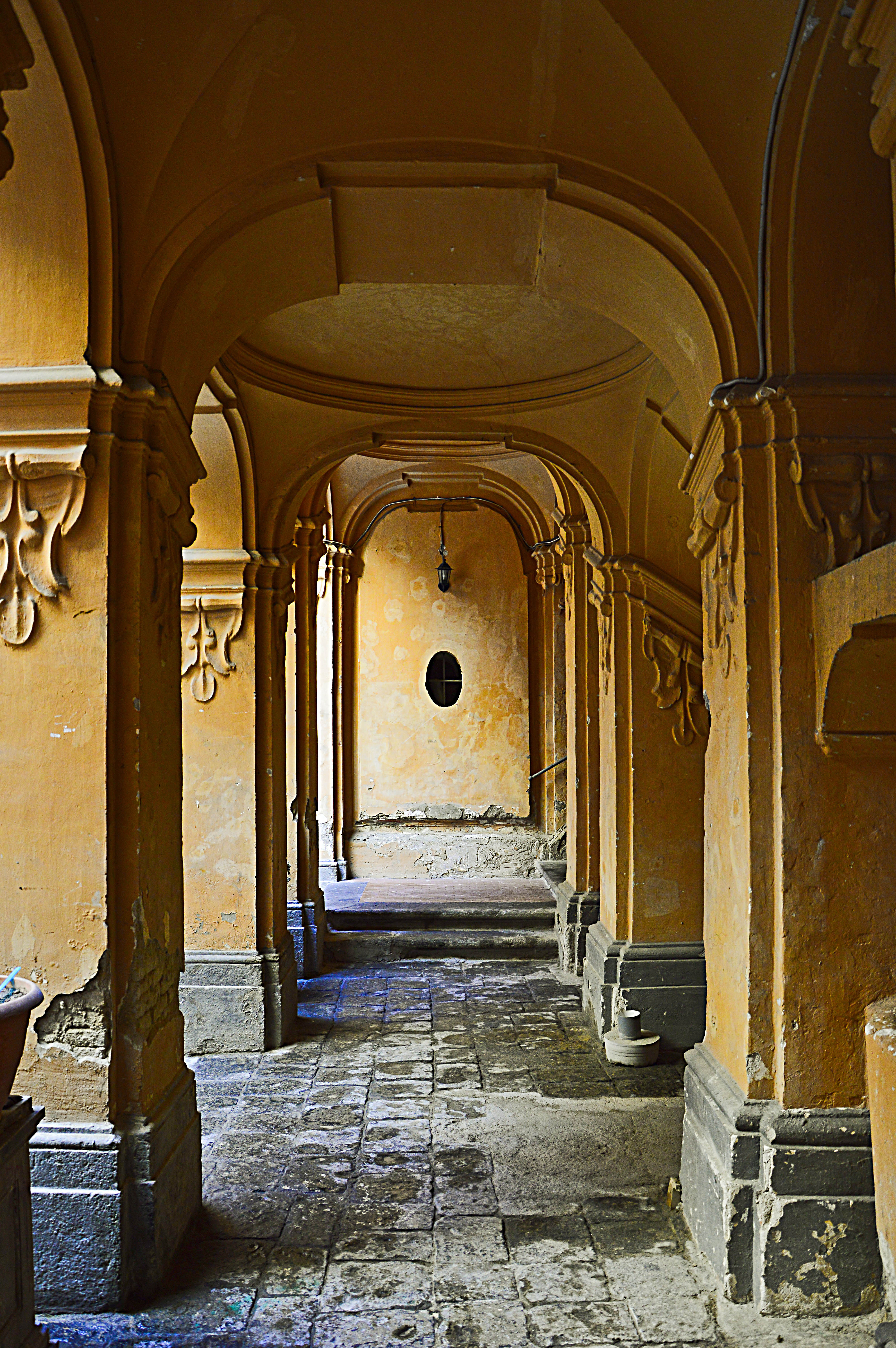
Erdgeschoss
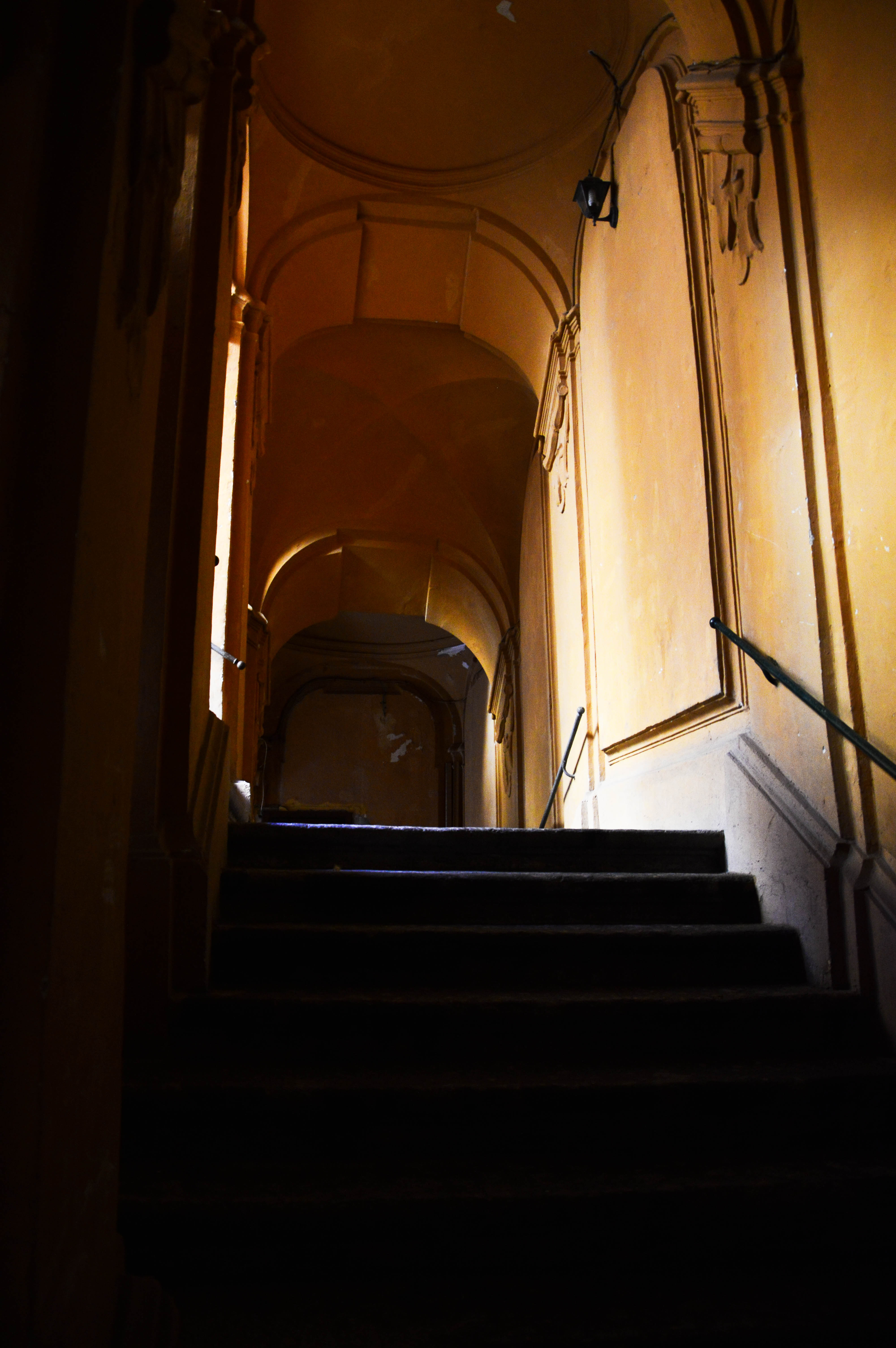
Hinterer Treppenzug
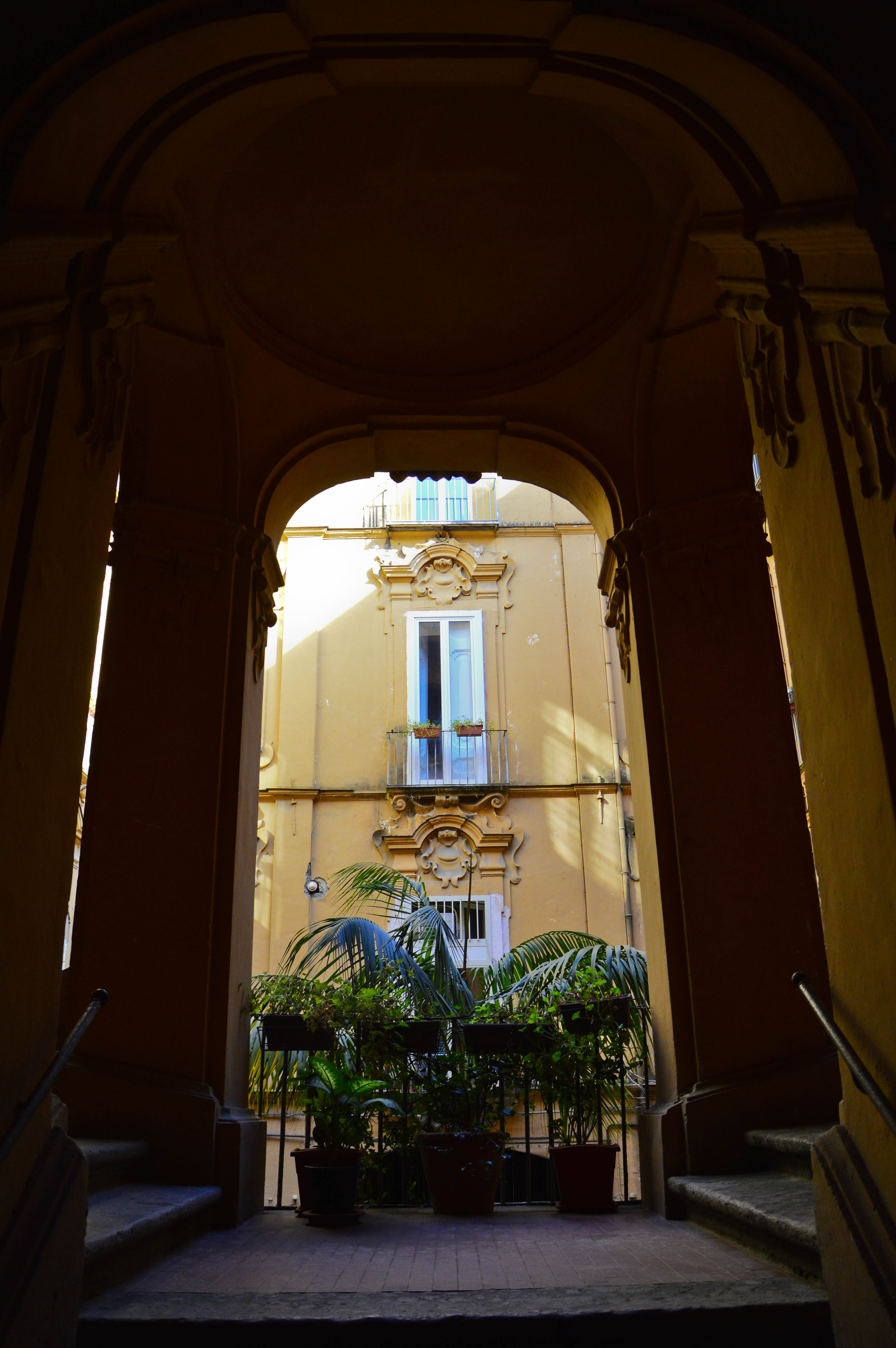
Blick aus dem ersten Obergeschoss